# スラム

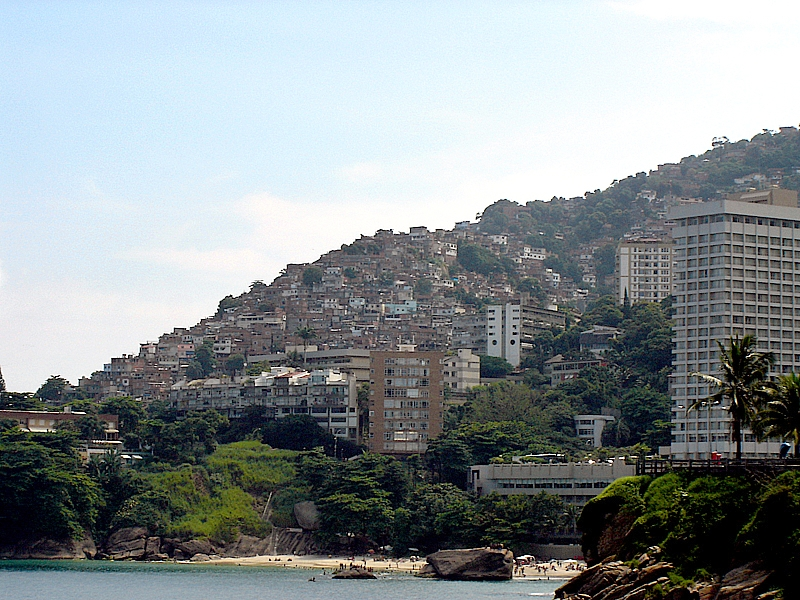
リオデジャネイロのスラム、「ファヴェーラ」

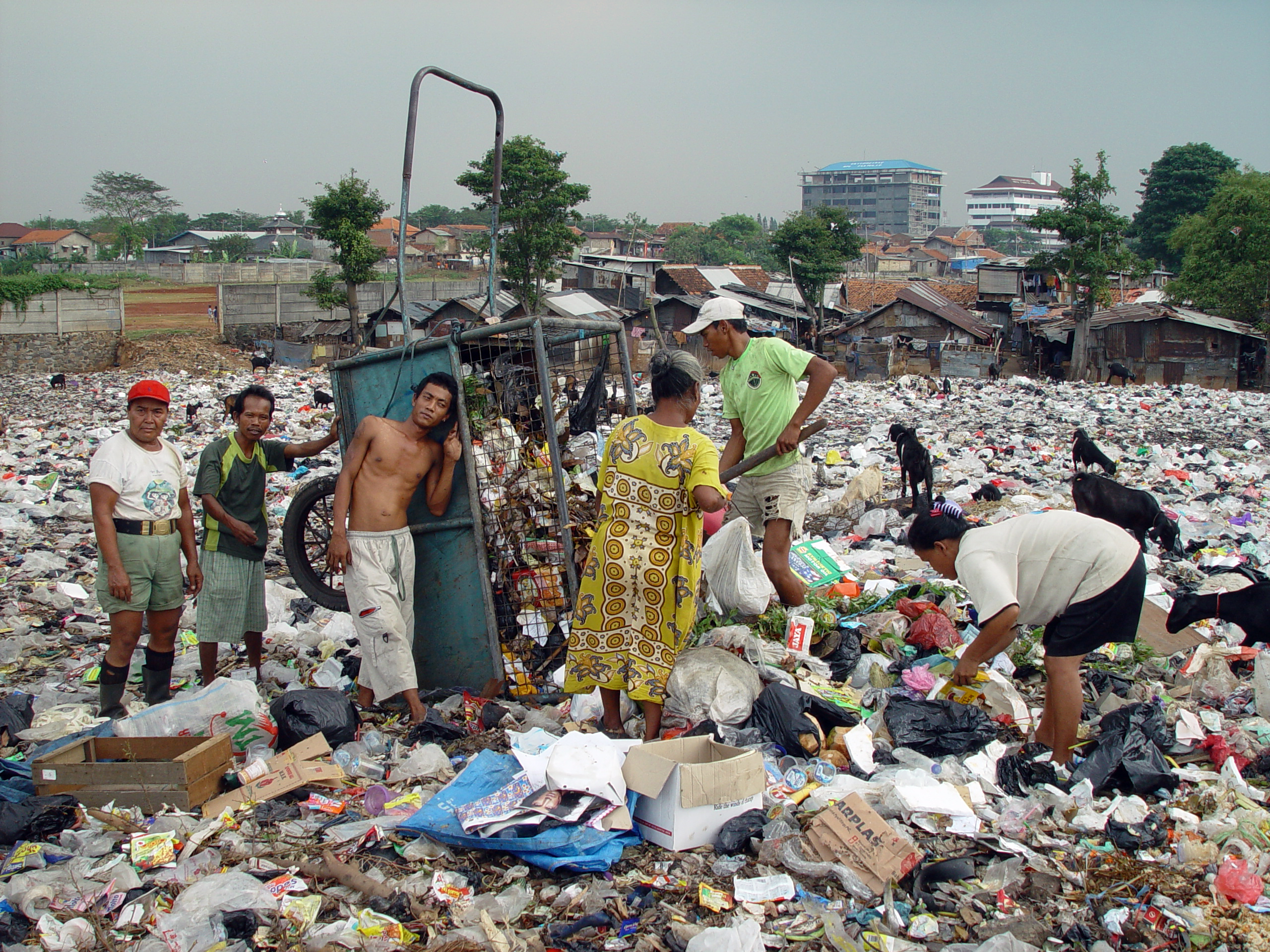
ジャカルタのゴミ捨て場のスラム

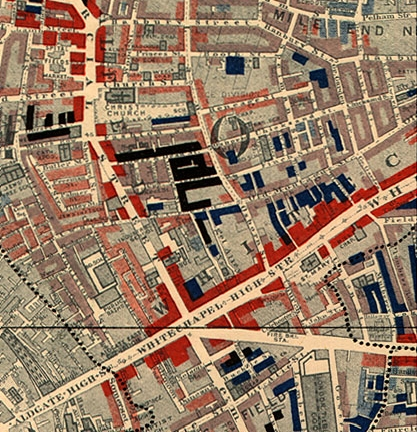
ロンドン、ホワイトチャペル付近の「貧困地図」　チャールス・ブースが1889年に作成

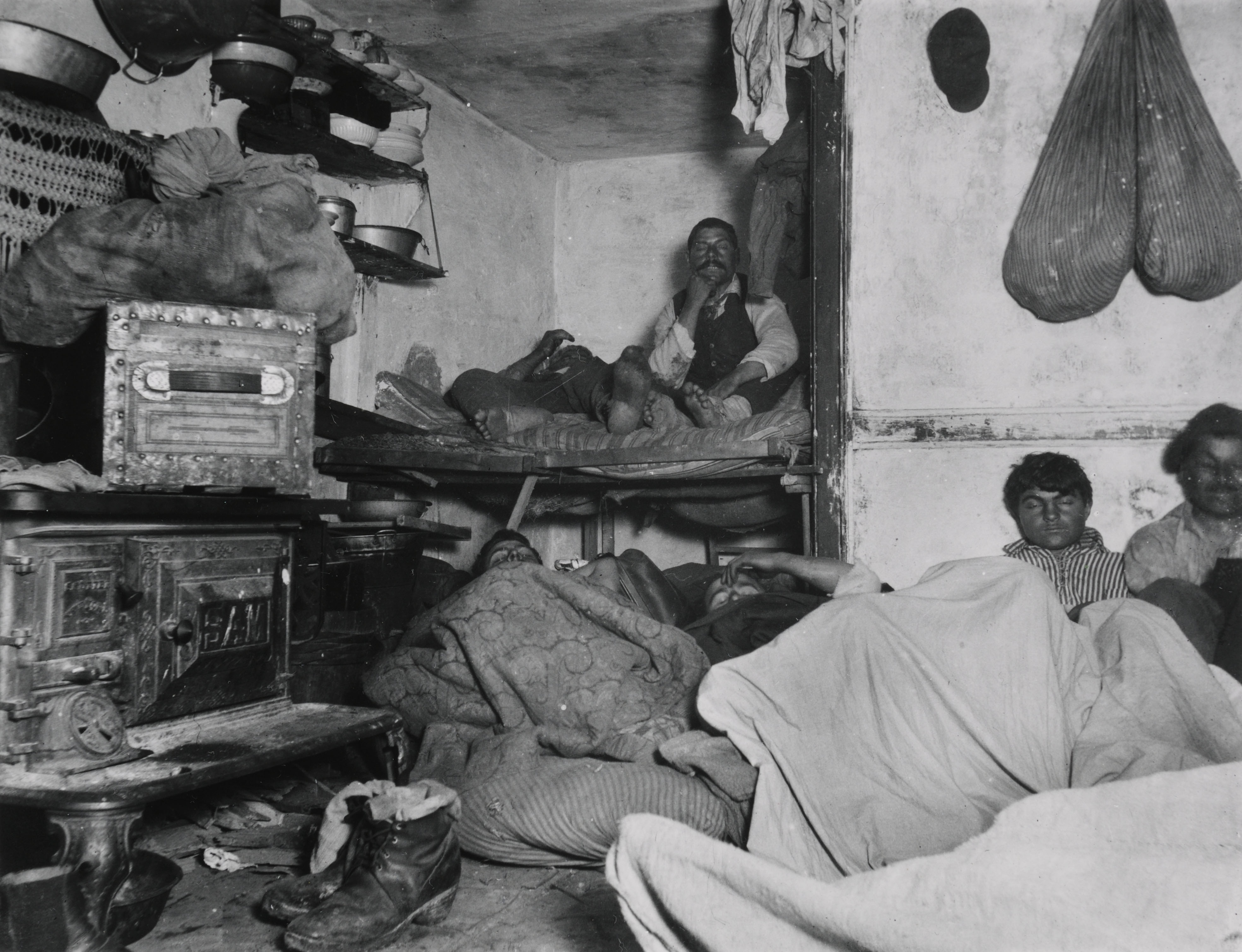
ファイブ・ポインツの低家賃住居　1890年頃

スラム（英: slum）は、都市部で極貧層が居住する過密化した地区のことであり、都市の他の地区が受けられる公共サービスが受けられないなど、居住者やコミュニティの健康や安全、道徳が脅かされている荒廃した状況を指す。世界中のほとんどの大都市にスラムがある。スラム街、退廃地区、貧民窟などとも表現する。
世界のスラム住民の数は増加傾向にあり、国際連合人間居住計画の統計によれば、21世紀初頭でのおよそ10億人から、2030年には倍の20億人に増えるとされる。

## 概要
スラムの特徴として、高い失業率と貧困があり、このため犯罪や麻薬、アルコール依存症や自殺などが多発する傾向にある。特に悪事や犯罪などがしばしば行われる無法地帯と化した地域に対しては暗黒街と称されることが通例となっている。発展途上国の多くでは、非衛生的な環境のため伝染病が流行していることが多い。貧困状態にある少数民族の居住区を指して、ゲットーと呼ぶこともある。戦前のドイツなどでのユダヤ人居住区や、戦後のアメリカ、ロサンゼルスの「ワッツ地区」、ニューヨークの「ハーレム」などは、ゲットーと呼ばれる場合がある。
発展途上国の多くのスラムは、農村部などからのスコッターと呼ばれる移住者が首都などの大都市に押し寄せ、需要を超えた労働力の超過によって行き場を失い、環境の悪い町外れなどの未開発地域に住み着いた結果発生する。本来、鉄道用地や河川用地、高速道路用地、廃棄物処理場用地であることなどから，法的には不法占拠地にスラムが形成されているケースも多く、不法占拠地であることを理由として公的機関によるインフラが全く整備されないままの状態であることも多い。無計画、無秩序に住居が建てられることで消防車や救急車といった緊急車両が進入できないほど道が狭く、建物が混み入っている。これらは火事が広がって多くの犠牲者を出す、急病患者や怪我人が助からないなど生活環境を悪化させる要因になっている。道の狭さからゴミ収集車も立ち入れず、地区全体が回収作業の対象とされない場合、さらに衛生状態を悪化させる要因になっている。いくつかのスラムは、ゴミ処理場の近くや中に作られており、ゴミのリサイクルで生活費を稼いでいる。

### ロンドン・ニューヨーク
ロンドンは「slum」という単語が生まれた地といわれている。産業革命以降、シティ・オブ・ロンドンの人口が過密になり、多くの低所得層は東部のイーストエンドに移住した。チャールス・ブースが出版した書籍『ロンドンの民衆の生活と労働』は、貧困を個人の問題から社会の問題へと変えていく一助となった。20世紀には低所得者用の公共住宅が供給され、改善の努力が続けられている。ハンズワース地区はジャマイカ系住民が多く、ゲットーと呼ばれる場合がある。
ニューヨークでは、1800年代前半の移民の大量流入によってスラムが形成された。前述のロサンゼルスの「ワッツ地区」、ニューヨークの「ハーレム」などが有名である。ファイブ・ポインツもあげられる。後に、スラムはインナーシティと呼ばれる都心近接地域に移動した。

### 東京
江戸時代から明治時代にかけて江戸・東京の三大貧民窟と呼ばれていたのは、下谷万年町（現在の台東区東上野四丁目の一部及び北上野一丁目の一部）、芝新網町（現在の港区浜松町二丁目の一部）、四谷鮫河橋（現在の新宿区南元町及び若葉二丁目・三丁目）であり、いずれも徳川時代の旧非人系の被差別部落に起源があった。その他には、深川の霊岸、麻布の新網町、浅草の玉姫町、本所の三笠町などが著しい貧民窟として知られていた。明治20年代には、調査された地域だけでも、少なくとも115の貧民窟があった。明治30年の調査では、下谷万年町で875戸、芝新網町で532戸、四谷鮫河橋谷町で1370戸の細民長屋が確認されていたが、日露戦争後に地価が高騰すると貧民は日暮里や三河島など場末の細民街への移転を余儀なくされた。大正12年の関東大震災で場末の細民街の多くも壊滅し、東京市外に移る者も現れた。
主な職業の類型として、「日稼人足（日雇い労働者）」「人力車夫」「くずひろい（廃品回収業者）」「芸人」「鋳掛屋」「蝙蝠傘なおし」「露店の小商人」などを生業とする人々が住んでいた。

## 対策と評価
スラムを解体したり、活性化させることで問題を解決しようとする試みは古くから行われてきたが、必ずしも成功を収めていない。文化大革命時に大量に中国大陸から香港に難民が押し寄せた際、不衛生なスラムが至るところに出来、犯罪や暴動が頻発した。当時の英国行政府は膨大な量の高層住宅を建設して住民を収容したり、郊外に新たな居住区を建設し、住民を移住させるといった対策で一定の成果を得た。しかし、他の開発途上国では、失業者対策が行われないなど、スラムの存在する根本的な理由を解決していないことが多いため、プルーイット・アイゴーのように、団地自体がスラム化する場合がある。また、賄賂や横領など対策を取る側に問題があることもある。
ある地域をスラムと呼ぶとき、異なるアイデンティティをもつ外部の人々が自分たちの文化景観の基準から外れた地域に対して、その地域の人々の文化やライフスタイルと関係なく、秩序が無い（ように見える）、建材が現代的で無い、など文化摩擦や誤解から一方的にスラムのレッテルを与えてしまう場合があり、行政によって都市再開発の対象とされてしまうケースもある。例えば、アメリカでは、プエルトリコ人やロシア移民など、特定の民族集団が固まって居住する地域のライフスタイルや空間の使い方が、アングロサクソン系アメリカ人の許容できる水準に達していないとして、スラムと定義した例がある。
スラムを民間部門の自由な社会経済活動の場と捉えて、住民を草の根民活として、肯定的に評価する立場もある。農村にあっても十分な収入を期待できない場合、都市に流入する貧困者が多いが、都市に転居しても、工場労働者や事務員のように正規の雇用機会は得られない。そこで、自らが、露天、靴磨き、廃品回収などの小規模で、元手があまりかからない仕事を創出する。こうして、スラムの未熟練労働者が多数就業する都市インフォーマル部門が開発途上国の大都市で成長している。こうしたスラム住人は小規模自営の労働集約的な生業に就くことで、貧困状態にはあっても、失業者や犯罪者とは異なる地域コミュニティを形成している。

## シャンティ・タウン、テント・シティー
当記事ではスラムと、シャンティ・タウンを同義として記述しているが、英語における本来の意味はそれぞれ異なっている。
シャンティ・タウンシャンティは、本建築で使われるような建材ではなく、あり合わせの主に廃材などから作られた掘っ立て小屋・あばら家・バラックなどの簡易住居のことで、このような建築物からなる地域がシャンティ・タウンと呼ばれる。貧民街やスラムとほぼ同義ではあるが、貧民街やスラムの場合は先進国の大都市の古くなった区画がスラム化し貧民街と呼ばれる場合がある。これらスラムは恒久建築物の区画であり、あばら屋からなるシャンティ・タウンとは異なる。先進国のスラム街には、もともと上下水道や電気ガスなどのインフラは整備されているが、違法建築・不法占拠であるシャンティ・タウンでは多くの場合、最低レベルの生活インフラも整備されていない。
テント・シティー仮設の簡易住居という点ではテント・シティーもシャンティ・タウンと似ているが、テント・シティーには自治体や軍・国家などの公的組織により設置される被災者、難民、兵士を収容するための住居群であり、公認の地区である。またテント・シティーには先進国におけるホームレスの人々により設営されるテント群も含まれるが、これらは道路わきや公園などにテントが張られるものであり、これらのテント住民に向けての公的な支援はない。